# 联络 (向量丛)
在数学中，纤维丛上一个联络是一个定义丛上平行移动的装置；即将邻近点连接或等价的一种方法。如果纤维丛是向量丛，则平行移动的概念要求线性。这样的联络等价于一个共变导数，共变导数是一个能对截面关于底流形的切方向求微分的算子。联络在这个意义下，对任意向量丛，推广了光滑流形切丛的线性联络概念，经常叫做线性联络。
向量丛上的联络也经常称为科斯居尔联络，以让-路易·科斯居尔命名，他给出了描述这个联络的一个代数框架
(Koszul 1950)。

## 形式定义
设 E → M 是光滑流形 M 上的光滑向量丛。记 E 的光滑截面的空间为 Γ(E)。E 上一个联络是一个 R-线性映射
{\displaystyle \nabla :\Gamma (E)\to \Gamma (E\otimes T^{*}M),}
使得莱布尼兹法则
{\displaystyle \nabla (\sigma f)=(\nabla \sigma )f+\sigma \otimes df}
对 M 上所有光滑函数 f 与 E 的所有光滑截面 σ 成立。
如果 X 是 M 上一个切向量场（即切丛 TM 的一个截面），我们可以定义一个沿着 X 的共变导数：
{\displaystyle \nabla _{X}:\Gamma (E)\to \Gamma (E)}
通过缩并 X 与联络 ∇ 中的共变指标（即 ∇Xσ = (∇σ)(X)）。共变导数满足如下性质：
{\displaystyle {\begin{aligned}&\nabla _{X}(\sigma _{1}+\sigma _{2})=\nabla _{X}\sigma _{1}+\nabla _{X}\sigma _{2}\\&\nabla _{X_{1}+X_{2}}\sigma =\nabla _{X_{1}}\sigma +\nabla _{X_{2}}\sigma \\&\nabla _{X}(f\sigma )=f\nabla _{X}\sigma +X(f)\sigma \\&\nabla _{fX}\sigma =f\nabla _{X}\sigma \end{aligned}}.}
反之，任何满足如上性质的算子定义了 E 上一个联络，联络在这种意义下也称为 E 上的共变导数。

## 向量值形式
设 E → M 是一个向量丛。一个 r 阶 E-值微分形式是张量积丛 E⊗ΛrT*M 的一个截面。这种形式的空间记作
{\displaystyle \Omega ^{r}(E)=\Gamma (E\otimes \Lambda ^{r}T^{*}M).}
一个 E-值 0-形式就是 E 的一个截面，即
{\displaystyle \Omega ^{0}(E)=\Gamma (E).}
在这种记法下，E → M 上一个联络是线性映射
{\displaystyle \nabla :\Omega ^{0}(E)\to \Omega ^{1}(E).}
这样一个联络看作向量丛值形式的外导数的推广。事实上，给定 E 上一个联络 ∇ 有惟一的一种方法将 ∇ 延拓成共变外导数或称外共变导数
{\displaystyle d^{\nabla }:\Omega ^{r}(E)\to \Omega ^{r+1}(E).}
不像通常的外导数，这里不必有 (d∇)2 = 0 。事实上，(d∇)2 与联络 ∇ 的曲率直接相关，参见下面。

## 仿射性质
任何向量丛上都有联络，但是联络不是惟一的。如果 ∇1 与 ∇2 是 E → M 上两个联络则他们的差是一个 C∞-线性算子。即
{\displaystyle (\nabla _{1}-\nabla _{2})(f\sigma )=f(\nabla _{1}\sigma -\nabla _{2}\sigma )}
对 M 上所有光滑函数 f 与 E 的所有截面 σ 成立。从而推出差 ∇1 − ∇2 由 M 上一个取值于自同态丛 End(E) = E⊗E* 的 1-形式诱导
{\displaystyle (\nabla _{1}-\nabla _{2})\in \Omega ^{1}(\mathrm {End} \,E).}
反之，如果 ∇ 是 E 上一个联络而 A 是 M 上取值为 End(E) 的 1-形式，则 ∇+A 是 E 上一个联络。
换句话说，E 上联络的空间是一个对 Ω1(End E) 的仿射空间。

## 与主丛及埃雷斯曼联络的关系
设 E → M 是一个秩 k 向量丛，令 F(E) 是 E 的主标架丛。则 F(E) 上一个（主）联络诱导了 E 上一个联络。首先注意到 E 的截面与左等变映射 F(E) → Rk 一一对应（这由考虑 E 在F(E) → M 上的拉回可以看出来，同构于平凡丛 F(E) × Rk）。给定 E 的一个截面 σ，设对应的等变映射为 ψ(σ)。则 E 上的共变导数由
{\displaystyle \psi (\nabla _{X}\sigma )=X^{H}(\psi (\sigma ))}
给出，这里 XH 是 X 的水平提升（回忆到水平提升由 F(E) 上一个联络确定）。
反之，E 上一个联络确定了 F(E) 上一个联络，且这两个构造是互逆的。
E 上一个联络也等价地由 E 上一个线性埃雷斯曼联络确定。这提供了构造相关的主联络的一个方法。

## 局部表示
设 E → M 是一个秩 k 向量丛，令 U 是 M 的一个开子集使得 E 在 U 上平凡。
给定 E 在 U 上一个局部光滑标架 (e1, …,ek)，E 的任何截面 σ 可写成 {\displaystyle \sigma =\sigma ^{\alpha }e_{\alpha }}（使用爱因斯坦记号）。那么 E 上一个联络限制在 U 上具有形式：
{\displaystyle \nabla \sigma =(\mathrm {d} \sigma ^{\alpha }+{\omega ^{\alpha }}_{\beta }\sigma ^{\beta })e_{\alpha },}
这里
{\displaystyle {\omega ^{\alpha }}_{\beta }\,e_{\alpha }=\nabla e_{\beta }.}
这里 ωαβ 定义了一个 k × k 矩阵，矩阵元取值为U 上的 1-形式。事实上，给定任何如上形式的矩阵定义了 E 限制在 U 上一个联络。这是因为  ωαβ 确定了一个 1-形式 ω 取值于 End(E)，这个表达式定义 ∇ 为联络 d+ω，这里 d 是 E 在 U 上的平凡联络（定义为用局部标架对截面微分）。在这种情景下 ω 也称为 ∇ 关于这个局部标架的联络形式。
如果 U 是一个具有坐标 (xi) 的坐标邻域，则我们可以写成
{\displaystyle {\omega ^{\alpha }}_{\beta }={{\omega _{i}}^{\alpha }}_{\beta }\,\mathrm {d} x^{i}.}
注意坐标与纤维指标在表达式中混合在一起。系数函数  ωiαβ 对指标 i 具有张量性（它们定义了一个 1-形式）但对指标 α 与 β 不是。对纤维指标的变换法则更加复杂。设 (f1, …,fk) 是 U 上另一个光滑局部标架，将坐标变换矩阵记作 t（即 fα = eβtβα）。关于标架(fα) 的联络矩阵由矩阵表达式给出
{\displaystyle \varpi =t^{-1}\omega t+t^{-1}\mathrm {d} t,}
这里 dt 是对 t 的分量取外导数得到的 1-形式矩阵。
此局部坐标中关于这个局部标架场 (eα) 的共变导数由如下表达式给出：
{\displaystyle \nabla _{X}\sigma =X^{i}(\partial _{i}\,\sigma ^{\alpha }+{{\omega _{i}}^{\alpha }}_{\beta }\sigma ^{\beta })e_{\alpha }.}

## 平行移动与和乐
向量丛 E → M 上一个联络 ∇ 定义了 E 上沿着 M 的一条曲线的平行移动概念。设 γ : [0, 1] → M 是 M 上一条光滑道路。E 的沿着 γ 的一个截面 σ 称为平行，如果
{\displaystyle \nabla _{{\dot {\gamma }}(t)}\sigma =0}
对所有 t ∈ [0, 1] 成立。更形式地，我们可考虑 E 通过 γ 的拉回 γ*E。这是 [0, 1] 上在 t ∈ [0, 1] 处纤维为 Eγ(t) 的纤维丛。E 上的联络 ∇ 拉回到 γ*E 上一个联络。γ*E 的一个截面 σ 平行当且仅当 γ*∇(σ) = 0.
假设 γ 在 M 中从x 到 y。如上定义平行截面的等式是一个一阶常微分方程从而对任何可能的初始条件有惟一解。即对任何向量 v 属于 Ex 存在 γ*E 的惟一平行截面 σ 满足 σ(0) = v。定义平行移动映射
{\displaystyle \tau _{\gamma }:E_{x}\to E_{y}\,}
为 τγ(v) = σ(1)。可以证明 τγ 是一个线性同构。
平行移动可以用来定义联络 ∇ 以 M 中一点 x 为基点的和乐群。这是 GL(Ex) 的一个子群，由沿着基于 x 环路的所有平行移动映射组成：
{\displaystyle \mathrm {Hol} _{x}=\{\tau _{\gamma }:\gamma } 是一个基于 x 的环路 {\displaystyle \}.}
一个联络的和乐群本质上与这个联络的曲率相关。

## 曲率
E → M 上联络 ∇ 的曲率是一个 M 上 2-形式 F∇，取值于自同态丛 End(E) = E⊗E*，即
{\displaystyle F^{\nabla }\in \Omega ^{2}(\mathrm {End} \,E)=\Gamma (\mathrm {End} \,E\otimes \Lambda ^{2}T^{*}M).}
曲率定义为表达式
{\displaystyle F^{\nabla }(X,Y)(s)=\nabla _{X}\nabla _{Y}s-\nabla _{Y}\nabla _{X}s-\nabla _{[X,Y]}s,}
这里 X 与 Y 是 M 上的切向量场，s 是 E 的一个截面。可以验证 F∇ 对 X 与 Y 都是 C∞-线性的，从而确实定义了一个 E 的丛同态。
正如上面所提及的，共变外导数 d∇ 作用在 E 值形式上的平方不必是零。无论如何算子 (d∇)2 严格有张量性（即 C∞-线性）。这意味着它由一个取值于 End(E) 的 2-形式诱导，这个 2-形式恰好就是如上给出的曲率形式。对一个 E-值形式 σ 我们有
{\displaystyle (d^{\nabla })^{2}\sigma =F^{\nabla }\wedge \sigma .}
一个平坦联络是曲率形式恒等于零的联络。

## 例子
- 一个经典共变导数或仿射联络在 M 的切丛上，或更一般地在切丛与其对偶余切丛的张量丛上，定义了一个联络。
- 列维-奇维塔联络是黎曼流形的切丛上一个联络。
- 外导数是 E = M × Rn（M 上平凡向量丛）上一个平坦联络。
- 更一般地，在任何平坦向量丛（即所有转移函数是常数）上有一个典范平坦联络，由在任何平凡化下的外导数给出。